# Telma, el cine y el soldado
Telma, el cine y el soldado es una película documental argentina dirigida por Brenda Taubin.
La cinta fue nominada a mejor documental y mejor ópera prima en la 71° edición de los Premios Cóndor de Plata.

## Sinopsis
Telma tiene 77 años y aún le quedan algunos sueños por cumplir. Uno de ellos es reunir a su hija Lili con su primer amor, un soldado de Malvinas con el que intercambió cartas de amor durante la guerra de 1982. Con la ayuda de los demás pensionistas del cineclub y en contra de la voluntad de su yerno, Telma intenta reunir a su hija y al soldado para que el reencuentro prometido se haga realidad después de muchos años.

## Elenco
- Telma D'Andrea
- Brenda Taubin

## Premios y nominaciones
| Premio                  | Fecha              | Categoría         | Nominado                    | Resultado | Ref.  |
| ----------------------- | ------------------ | ----------------- | --------------------------- | --------- | ----- |
| Premios Cóndor de Plata | 22 de mayo de 2023 | Mejor documental  | Telma, el cine y el soldado | Pendiente | [ 1 ] |
| Premios Cóndor de Plata | 22 de mayo de 2023 | Mejor ópera prima | Telma, el cine y el soldado | Pendiente | [ 1 ] |